# Twinkle, Twinkle, Little Star
Twinkle, Twinkle, Little Star è una famosa ninna nanna in lingua inglese. In italiano è nota come Brilla, brilla la stellina.

## Il brano
Le sue parole sono tratte da una poesia della poetessa del XIX secolo Jane Taylor dal titolo The Star. La poesia, in forma di distico, è stata pubblicata per la prima volta nel 1806 in Rhymes for the Nursery, una raccolta di poesie scritte da Jane e dalla sorella Ann Taylor.
Il testo è cantato sulla melodia francese del brano Ah! vous dirai-je, maman, che è stato pubblicato nel 1761 e successivamente arrangiato da diversi compositori tra cui Mozart in Dodici variazioni in do maggiore sulla canzone francese "Ah, vous dirai-je Maman" KV 265 (300e).
Il testo inglese ha cinque stanze (o strofe), sebbene solo il primo sia ampiamente conosciuto. La canzone è di pubblico dominio.

## Testo della prima strofa
Versione inglese
How I wonder what you are!

Up above the world so high,

Like a diamond in the sky.

Twinkle, twinkle, little star,

How I wonder what you are!»
Versione italiana
Su nel cielo piccolina.

Brilla brilla sopra noi,

Mi domando di chi sei.

Brilla brilla la stellina,

Ora tu sei più vicina.»